# Resolutie 2245 Veiligheidsraad Verenigde Naties
Resolutie 2245 van de Veiligheidsraad van de Verenigde Naties werd unaniem aangenomen door de VN-Veiligheidsraad op 9 november 2015. De resolutie herzag de ondersteuningsmissie in Somalië en gaf de nieuwe missie de naam "UNSOS". UNSOS gaf logistieke ondersteuning aan de AU-vredesmacht in het land, aan het Somalische leger bij gezamenlijke operaties en aan de UNSOM-missie.

## Achtergrond
In 1960 werden de voormalige kolonies Brits-Somaliland en Italiaans-Somaliland onafhankelijk en samengevoegd tot Somalië. In 1969 greep het leger de macht en werd Somalië een socialistisch-islamitisch land. In de jaren 1980 leidde het verzet tegen het totalitair geworden regime tot een burgeroorlog en in 1991 viel het centrale regime. Sindsdien beheersten verschillende groeperingen elk een deel van het land en viel Somalië uit elkaar. Toen milities van de Unie van Islamitische Rechtbanken (UIR) de hoofdstad Mogadishu veroverden, greep buurland Ethiopië in en heroverde de stad. In 2007 stuurde de Afrikaanse Unie met toestemming van de Veiligheidsraad een vredesmacht naar Somalië. Die versloeg de UIR, waarna de groepering zich aansloot bij de overgangsregering. Het radicale Al-Shabaab splitste zich hierop af en zette de strijd voort.

## Inhoud
De UNSOA-missie van de Verenigde Naties ondersteunde de AMISOM-vredesmacht van de Afrikaanse Unie in Somalië en het Somalische leger vooral op logistiek vlak. De vredesmacht en het leger waren er verwikkeld in de strijd tegen terreurgroep Al-Shabaab. De vraag om logistieke ondersteuning was echter sterk gestegen en UNSOA kon niet meer volgen.
De naam van de missie werd gewijzigd in "UNSOS", voor VN-ondersteuningskantoor in Somalië. De bedoeling was om maximaal 22.126 AMISOM-militairen te voorzien van rantsoenen, water, verblijf, infrastructuur, onderhoud van gekregen of geleend materieel en belangrijk materieel, zoals pantservoertuigen, medische ondersteuning, vliegtuigen, communicatie, explosievenbeheer en transport.
Ook het Somalische leger kreeg ondersteuning voor 10.900 manschappen in de vorm van voedsel, water, brandstof, transport, tenten, communicatie en medische evacuatie tijdens gezamenlijke operaties met AMISOM.
Daarnaast kreeg ook de UNSOM-missie, die de Somalische overheid adviseerde en bijstond, ondersteunende diensten van UNSOS.

## Verwante resoluties
- Resolutie 2221 Veiligheidsraad Verenigde Naties
- Resolutie 2232 Veiligheidsraad Verenigde Naties

Lijst ·  2196 ·  2197 ·  2198 ·  2199 ·  2200 ·  2201 ·  2202 ·  2203 ·  2204 ·  2205 ·  2206 ·  2207 ·  2208 ·  2209 ·  2210 ·  2211 ·  2212 ·  2213 ·  2214 ·  2215 ·  2216 ·  2217 ·  2218 ·  2219 ·  2220 ·  2221 ·  2222 ·  2223 ·  2224 ·  2225 ·  2226 ·  2227 ·  2228 ·  2229 ·  2230 ·  2231 ·  2232 ·  2233 ·  2234 ·  2235 ·  2236 ·  2237 ·  2238 ·  2239 ·  2240 ·  2241 ·  2242 ·  2243 ·  2244 ·  2245 ·  2246 ·  2247 ·  2248 ·  2249 ·  2250 ·  2251 ·  2252 ·  2253 ·  2254 ·  2255 ·  2256 ·  2257 ·  2258 ·  2259